# Jonah Kusi-Asare
Jonah Daniel Kusi-Asare, född 4 juli 2007, är en svensk fotbollsspelare (anfallare) som spelar för Bayern München.

## Klubblagskarriär
Jonah Kusi-Asare började spela fotboll i moderklubben IF Brommapojkarna som femåring. Han hade dessförinnan även hunnit att vara med på några av sin brors träningar i Kista SC. Inför säsongen 2023 valde han att byta klubb till AIK, där han inledningsvis kom att ingå i klubbens P19-lag. Övergången hann inte mycket mer än att träda i kraft innan Kusi-Asare ryktades vara aktuell för en flytt till en europeisk storklubb och under våren kopplades han samman med Bayern München, Juventus, Inter, Benfica, Red Bull Salzburg, Club Brugge och FC Köpenhamn.
Det blev inte någon omedelbar utlandsflytt utan som 15-åring fick han istället A-lagsdebutera för AIK i en träningsmatch mot IFK Norrköping. Drygt två månader senare fick Kusi-Asare debutera i Allsvenskan, då han stod för ett inhopp i den 81:a minuten när AIK besegrade Varbergs BoIS med 3–0 den 28 augusti 2023. Inhoppet innebar att Kusi-Asare blev klubbens yngste allsvenske spelare någonsin – vid en ålder av 16 år, 1 månad och 24 dagar. Han blev utöver det även den förste spelaren född 2007 att spela allsvensk fotboll. Debuten följdes av ytterligare tre framträdanden under en säsong där AIK säkrade kontraktet först i Allsvenskans sista omgång och slutade på en 11:e plats. Bara två dagar innan slutomgången tecknade Kusi-Asare sitt första A-lagskontrakt med klubben.
Den 1 februari 2024 värvades Kusi-Asare av Bayern München. Han kommer inledningsvis bo på klubbens anläggning och spela i U19-laget.

## Landslagskarriär
Jonah Kusi-Asare har representerat Sveriges U17-landslag men har utöver Sverige även möjlighet att representera Ghana och Finland på seniornivå.
Landslagsdebuten skedde den 6 oktober 2022 när P15-landslaget förlorade med 0-3 mot Norge. I returmötet tre dagar senare gjorde Kusi-Asare sina två första landslagsmål. Hösten därpå var han en del av truppen som kvalade till U17-EM 2024 och stod för ett hattrick i öppningsmatchen mot Moldavien, som Sverige vann med 3-2. Framträdandet blev hans enda i EM-kvalet.

## Statistik
| Klubb              | Säsong             | Liga               | Liga    | Liga | Nationell cup | Nationell cup | Internationell cup | Internationell cup | Övrigt  | Övrigt | Totalt  | Totalt |
| Klubb              | Säsong             | Division           | Matcher | Mål  | Matcher       | Mål           | Matcher            | Mål                | Matcher | Mål    | Matcher | Mål    |
| ------------------ | ------------------ | ------------------ | ------- | ---- | ------------- | ------------- | ------------------ | ------------------ | ------- | ------ | ------- | ------ |
| AIK                | 2023               | Allsvenskan        | 4       | 0    | 0             | 0             | -                  | -                  | -       | -      | 3       | 0      |
| Totalt i karriären | Totalt i karriären | Totalt i karriären | 4       | 0    | 0             | 0             | 0                  | 0                  | 0       | 0      | 3       | 0      |

## Spelstil
På grund av sin fysik och teknik liknades Kusi-Asare vid sitt genombrott med John Carew och Zlatan Ibrahimović.

## Privatliv
Jonah Kusi-Asare är son till Renée Grönfors och den före detta fotbollsspelare Jones Kusi-Asare som är född i Ghana men flyttade till Sverige som 16-åring. Hans pappa är främst förknippad med spel i AIK:s rival Djurgårdens IF med vilka han vann SM-guld 2005.